# Захар'євський Олександр Миколайович
 Захар'євський Олександр Миколайович  (нар. 1894 — пом. 1965) — радянський вчений, спеціаліст з прикладної оптики, доктор технічних наук (1935), професор (1936), член-кореспондент Академії артилерійських наук СРСР (1947), лауреат Сталінської премії (1949).

## Біографія
Народився у 1894 році.
У 1920 році закінчив фізико-математичний факультет Петроградського університету. Ще студентом був запрошений директором Державного оптичного інституту Д. С. Рождественським до роботи в інституті. Проте, незабаром, був мобілізований до Червоної Армії, де прослужив до 1924 року. Брав участь у Північній експедиції Головного гідрографічного управління Військово-Морського Флоту.
Після демобілізації його призначили керівником фізичної лабораторії Ленінградського заводу оптичного скла (ЛенЗОС), що перебував під безпосереднім науковим керівництвом ДОІ. Виконав ряд досліджень, направлених на поліпшення параметрів оптичного скла, в тому числі в процесі його варки та охолодження, що дозволило значною мірою збільшити вихід готової продукції.
У 1928 році організував у ДОІ лабораторію з дослідження та розробки оптичних дальномірів, необхідних для армії та флоту. В стислі строки провів із співробітниками великий обсяг досліджень, на основі яких склав курс лекцій і читав його у Військовій академії РСЧА ім. Ф. Е. Дзержинського, а з 1930 року — в ЛІТМО. Підготував для видання у 1933–1934 рр. двохтомник по управлінню військовими оптичними дальномірами. Здійснював наукове супроводження їхнього серійного виробництва.
У 1934 році знову був переведений на ЛенЗОС для розробки спостережних та інших приладів військового призначення. В результаті дворічної роботи Захар'євському вдалося виявити недоліки типового розрахунку оптичних систем і разом зі співробітниками розробити перший зразок спостережного приладу з високою якістю зображення.
У 1935 році Захар'євському без захисту дисертації була присуджена ступінь доктора технічних наук. У тому ж році йому було доручено організувати лабораторію для створення та відпрацювання серійного виробництва перших радянських біологічних, металографічних та поляризаційних мікроскопів. До початку 1937 року лабораторія вже була в змозі допомагати промисловості у випуску світлових мікроскопів різноманітного призначення. Це звільнило країну від імпорту мікроскопів масового споживання.
У 1936–1941 роках — завідувач кафедрою оптико-механічних приладів ЛІТМО. Декан факультету «3» (Оптичного факультету) в 1941–1942 Роках. З початку радянсько-німецької війни по 1942 рік (до від'їзду інституту в евакуацію) — начальник оптико-збірного цеху, в якому ремонтували біноклі, гарматні панорами, зенітні візири, стереотруби, перископи та інші прилади, які надходили з фронту. В евакуації, а потім до 1950 року, продовжував науково-педагогічну діяльність в ЛІТМО. Читав лекції з конструкції оптичних приладів, їхньої збірки, юстування та використанню. Засновник науково-педагогічних шкіл інституту з наукових основ конструювання та юстування оптико-електронних приладів, прикладної та обчислювальної оптики.
В 1949 році колективу в складі О. М. Захар'євського, М. М. Русинова та інших присуджена Сталінська премія 3-го ступеня за створення нових зразків оптичних приладів.
В 50-ті роки розробляв теорію інтерферометрів — порівняно мало вивченого нового класу оптичних приладів. Результати викладені в його монографії «Интерферометры», перевиданої в Китаї у 1957 році.
У 1950 році повернувся в ДОІ і у 1951 році очолив лабораторію мікроскопії. Брав участь у створенні та освоєнні промисловістю сім'ї мікроскопів для оснащення лабораторій Московського університету. Під керівництвом Захар'євського були розроблені десятки нових типів мікроскопів — біологічних універсальних, поляризаційних, інтерферометричних та інших.
Протягом багатьох років був членом редколегії журналу «Оптико-механическая промышленность».
О. М. Захар'євський помер в 1965 році на 72-му році життя.

## Нагороди та премії
- Два ордени Трудового Червоного Прапора;
- Орден Червоної Зірки;
- Сталінська премія (1949);
- Медалі